# Robert Sobański

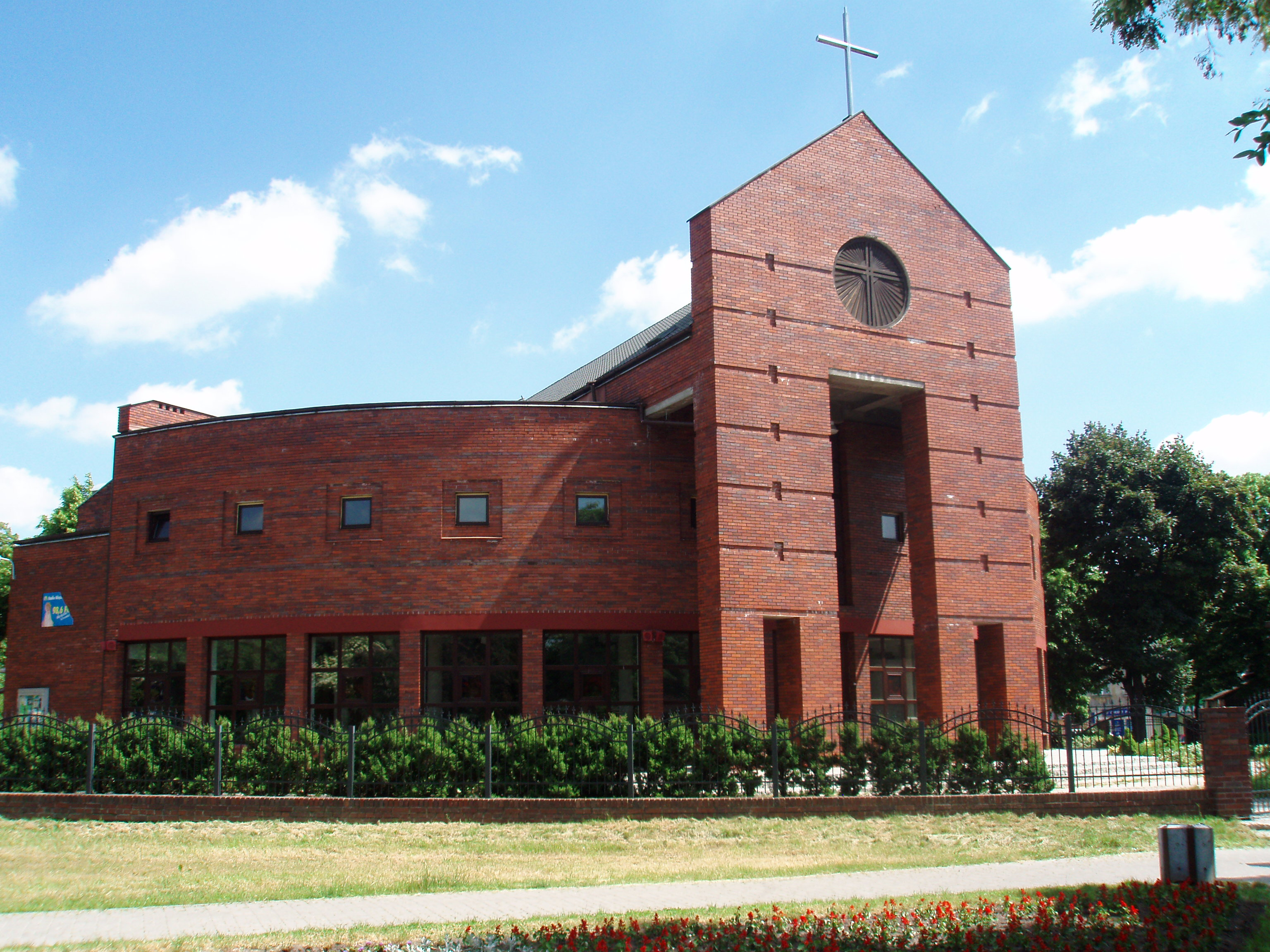
Kościół św. Faustyny Kowalskiej w Łodzi, którego współautorem jest Robert Sobański

Robert Marek Sobański (ur. 23 maja 1970 w Łodzi) – polski architekt, doktor habilitowany, profesor Akademii Sztuk Pięknych w Łodzi, p.o. Architekta Miasta Łodzi.

## Życiorys
Ukończył studia architektoniczne na Wydziale Budownictwa, Architektury i Inżynierii Środowiska w Łodzi (1995). W latach 1992–1994 współpracował z pracownią architektoniczną „Mechowski – Baranowicz”. W latach 1994–1998 współpracował z pracownią architektoniczna „Marciniak – Witasiak”. W 2003 uzyskał stopień doktora w dziedzinie Sztuki Plastyczne w dyscyplinie Architektura Wnętrz na Akademii Sztuk Pięknych w Łodzi. W latach 1995–2010 był asystentem, a następnie adiunktem w Pracowni Projektowania Wnętrz w Instytucie Architektury i Urbanistyki Wydziału Budownictwa, Architektury i Inżynierii Środowiska Politechniki Łódzkiej. Od 2010 jest starszym wykładowcą na macierzystej uczelni. Od 2011 pracował jako adiunkt, a następnie kierownik Pracowni Wnętrz Mieszkalnych na Wydziale Wzornictwa i Architektury Wnętrz Akademii Sztuk Pięknych w Łodzi. W 2014 habilitował się na Uniwersytecie Artystycznym w Poznaniu.
Jest profesorem Akademii Sztuk Pięknych w Łodzi oraz dyrektorem Instytutu Architektury Wnętrz. Prowadzi własne biuro architektoniczne – Nokka Studio. Pełni funkcję wiceprzewodniczącego Łódzkiej Okręgowej Izby Architektów RP oraz jest Członkiem Miejskiej Komisji Urbanistycznej w Łodzi. Od 2024 pełni obowiązki dyrektora Biura Architekta Miasta Łodzi.

## Wyróżnienia
Otrzymał nagrodę Rektora Politechniki Łódzkiej (2011) za osiągnięcia w działalności organizacyjnej.

## Wybrane realizacje
- Kościół św. Faustyny Kowalskiej w Łodzi (1997; współautorzy: Paweł Marciniak, Dariusz Witasiak)[7]
- Hotel Grzegorzewski w Tuszynie (2008–2011; współautor: Szymon Hofman)[2]
- Biała Kamienica w Łodzi (od 2021, w trakcie realizacji)[8]